# Tito Vezio Zapparoli
Tito Vezio Zapparoli (né en 1885 à Poggio Rusco et mort en 1943) est un agronome italien connu pour ses travaux sur la culture du maïs.

## Biographie
Après avoir obtenu un diplôme en agriculture, il étudia les caractéristiques agronomiques et morphologiques des variétés italiennes de maïs qu'il décrivit dans des articles et des livres, et qu’il utilisa pour sélectionner de nouvelles variétés plus productives.
En octobre 1920 fut créée la Stazione sperimentale di maiscoltura (station expérimentale de maïsiculture) de Curno, avec comme directeur Tito Vezio Zapparoli, qui jusqu'alors avait collaboré avec l'agronome Ottavio Munerati, expert dans les méthodes de recherche agronomique appliquée.
Les agriculteurs et ses collègues donnèrent bientôt à Tito Vezio Zapparoli le surnom d'« homme du maïs », en raison de sa vaste et profonde compréhension des problèmes de cette culture mais aussi de sa bonne humeur et de son humilité face aux problèmes, de ses capacités pratiques et de sa probité.
Tito Vezio Zapparoli impulsa les études agronomiques et l'amélioration génétique du maïs et améliora les variétés cultivées dans l'Italie du nord et du centre. Il sélectionna des lignées isogéniques à partir des populations de maïs les plus productives et utilisa les résultats de  cette activité pour créer des variétés synthétiques et pour réaliser des croisements inter-variétaux. Il développa aussi la technique agronomique adaptée aux exigences des variétés améliorées,,,,.
Il sélectionna, multiplia et diffusa surtout les variétés améliorées : 'Marano' (de la localité Marano Vicentino, où elle fut sélectionnée), 'Rostrato', 'Nostrano dell'Isola' et 'Scagliolo', obtenues à partir de populations dérivées des croisements réalisés par des agriculteurs progressistes du XIXe siècle. Il collabora avec la Federazione italiana dei consorzi agrari (Fédération italienne des consortiums agraires) dans la production, l'évaluation et la distribution des variétés améliorées de maïs.
Cette forte intégration de la recherche avec la production figurait parmi les meilleures pratiques du secteur à l'époque et fut à l'origine de la croissance de la maïsiculture italienne pendant plusieurs décennies.
Après sa mort prématurée en 1943, Luigi Fenaroli lui a succédé comme directeur de la « station expérimentale » en  1946 et consacra ses efforts à l’introduction de la technique des hybrides de maïs en Italie.
Viscardo Montanari fit l’éloge de qualités humaines de Tito Vezio Zapparoli au cours de la cérémonie d'inauguration du deuxième siège de la Stazione sperimentale di maiscoltura à Bergame, en illustrant sa personnalité brillante et inoubliable. Son travail fut publié dans 37 publications innovantes de la Stazione sperimentale di maiscoltura, imprimées entre 1921 et 1943. Les agriculteurs italiens ont créé la Fondazione Tito V. Zapparoli, pour conserver le souvenir de son œuvre. Cette fondation est chargée de la conservation et de la multiplication du matériel génétique de base utilisé pour produire des variétés et des hybrides de maïs à haut rendement.